# Clóvis Monteiro
Clóvis Ramires Monteiro, conhecido como Clóvis Monteiro (Alegrete, 5 de maio de 1958), é um radialista, apresentador de televisão, jornalista e palestrante brasileiro. Destacou-se por sua longa carreira profissional no rádio e na televisão carioca.

## Carreira Profissional

### Rádio
Ainda no estado do Rio Grande do Sul, quando jovem, trabalhou como ilustrador e chargista. Na cidade de Santa Maria inicia sua carreira profissional no rádio. Clóvis, destacando-se em sua profissão, troca o interior do estado pela capital, Porto Alegre; aí trabalha como repórter televisivo da Rede Brasil Sul, atual RBS, e foi também gerente de programação da Rádio Atlântida FM, que pertencia ao mesmo grupo de comunicação.
Clóvis Monteiro, em 1986 vai para o Rio de Janeiro, grava um teste no Sistema Globo de Rádio com Edmo Zarife, sendo posteriormente contratado para a Rádio Mundial. Ainda ganhava remuneração extra gravando publicidade para diferentes empresas, algumas delas indicadas para Clóvis pelo radialista Antônio Carlos.
Depois, arrumando emprego de radialista na Rádio Tropical, se destaca na programação  músical de samba e pagode da rádio de propriedade de Armando Campos. Posteriormente iria para a 105 FM, quando ela ainda pertencia ao grupo liderado pelo Jornal do Brasil.
Iria para a Rádio Tupi, fazendo o programa Ídolos de Todos os Tempos. A atuação de Clovis Monteiro chamaria a atenção da Rádio Globo, então líder de audiência na cidade do Rio de Janeiro, que o contrataria em 1994, para comandar o Show da Madrugada e, eventualmente, cobrir ferias e folgas de radialistas titulares da emissora.
Porém, apesar da liderança no índice de audiência de seu programa na Globo, Clóvis em 5 de maio de 1996 retornaria a rádio Tupi, onde teria oportunidade de comandar o programa Show da Manhã em horário nobre da emissora, no qual aumentaria o seu prestigio como comunicador ao longo do tempo. Em 2009, com a migração da programação da rádio da frequência AM para o FM, Clóvis conseguiu definitivamente fazer de seu programa na Tupi líder na quantidade de ouvintes, desbancando da liderança a sua rival radio Globo. Posteriormente o programa seria renomeado como o "Show do Clóvis Monteiro", o qual apresenta até hoje na mesma rádio Tupi.
Clóvis Monteiro tornou-se a voz oficial dos Supermercados Mundial no rádio, posteriormente também passou a gravar comerciais da empresa para a televisão.

### Televisão
O sucesso de sua carreira no rádio, levou Clóvis Monteiro a ser alçado para trabalhar na televisão, tal como a função de apresentador de programas em diferentes emissoras. Apesar de suas atividade na televisão, Clóvis, todavia, não abandonou a apresentação de seu programa de rádio, com o qual conciliava o seu trabalho.
Seu primeiro contato com a TV seria como repórter pela RBS, ainda quando estava no Rio Grande do Sul. Uma vez estando já no Rio de Janeiro, Clóvis Monteiro, na década de 1980, estrearia na Rede Manchete, apresentando diversos programas na oportunidade; entre os quais, Jornal da Manchete, Manchete Verdade, Programa de Domingo, Rio em Manchete, Momento Econômico, Manchete Primeira Mão, Edição da Noite, Leitura Dinâmica e Domingo Forte.
Posteriormente iria para a RecordTV, estando a frente dos programas Disque Record, Alô Clóvis Monteiro e Informe Rio, tendo por maior destaque o Rio por Inteiro. Já na Band, estaria nos RJ Acontece e Notícias de Domingo. Em 2009 foi para a Rede TV! comandar o RJ Notícias.
Desde 29 de agosto de 2022 apresenta o noticiário local noturno SBT Rio 2ª Edição, no SBT, com o objetivo de concorrer com os programas Cidade Alerta, da RecordTV, e o RJTV, da Rede Globo. A contratação de Clóvis Monteiro pelo SBT foi uma nova etapa dos investimentos  que a emissora até então vem fazendo no jornalismo do Rio de Janeiro.

## Livros
Possui três livros de sua autoria publicados:
- Histórias Positivas para a Família Feliz (2006)
- O Grande Segredo para uma Vida Positiva (2008)
- Hora do Show (2012)

## Vida pessoal
Clóvis Monteiro perdeu seu pai Bruno Flores Monteiro muito cedo, que faleceu jovem e não viu seu filho crescer.
Clóvis é casado com a psicologa Carmen Monteiro, com quem teve três filhos.

## Homenagem e reconhecimento
Clóvis Monteiro, em 2003, recebeu pela Assembleia Legislativa do Rio de Janeiro o Título de Cidadão do Estado Rio de Janeiro, por suas ações de interesse público e vasta contribuição nas áreas cultural e social.
E em 2011, recebeu a Medalha Tiradentes, maior honraria oferecida pela, também, Assembleia Legislativa do Rio de Janeiro
Apesar de ser gaúcho torcedor do Grêmio Foot-Ball Porto Alegrense, ao chegar ao Rio de Janeiro escolheu o Botafogo de Futebol e Regatas como sendo seu clube carioca de preferência. Por conta disto, em 27 de abril de 2018, ao completar 40 anos de profissão, Clóvis Monteiro recebeu uma homenagem no Estádio Olímpico Nilton Santos, antes da partida do Botafogo contra o Grêmio pela rodada do Campeonato Brasileiro daquele ano.